# غرواسسيا (أين)
غرواسسيا (بالفرنسية: Groissiat)‏ هي بلدية فرنسية تقع في إقليم الأين في فرنسا. رمز إنسي لها هو:1181. أما الرمز البريدي لها فهو: 1100.